# Arctapodema antarctica
Arctapodema antarctica is een hydroïdpoliep uit de familie Rhopalonematidae. De poliep komt uit het geslacht Arctapodema. Arctapodema antarctica werd in 1912 voor het eerst wetenschappelijk beschreven door Vanhöffen. 